# Halowe Mistrzostwa Świata w Lekkoatletyce 1999 – trójskok kobiet
Trójskok kobiet – jedna z konkurencji rozgrywanych podczas halowych mistrzostw świata w lekkoatletyce w 1999, zmagania w niej odbyły się 7 marca.
Do konkursu zgłoszonych zostało 15 zawodniczek z 10 państw.
Zawody w tej konkurencji wygrała reprezentantka Wielkiej Brytanii Ashia Hansen. Drugą pozycję zajęła zawodniczka z Bułgarii Iwa Prandżewa, trzecią zaś reprezentująca Czechy Šárka Kašpárková.

## Wyniki
| Miejsce | Zawodniczka         | Państwo         | Podejście | Podejście | Podejście | Podejście | Podejście | Podejście | Wynik | Uwagi |
| Miejsce | Zawodniczka         | Państwo         | #1        | #2        | #3        | #4        | #5        | #6        | Wynik | Uwagi |
| ------- | ------------------- | --------------- | --------- | --------- | --------- | --------- | --------- | --------- | ----- | ----- |
| 01 !    | Ashia Hansen        | Wielka Brytania | 15,02     | X         | X         | X         | 14,86     | 14,67     | 15,02 | WL    |
| 02 !    | Iwa Prandżewa       | Bułgaria        | 14,45     | 14,75     | 14,42     | 14,94     | 14,68     | 14,92     | 14,94 | NR    |
| 03 !    | Šárka Kašpárková    | Czechy          | 14,83     | 14,87     | X         | X         | 14,80     | 14,46     | 14,87 | NR    |
| 4.      | Tereza Marinowa     | Bułgaria        | 14,18     | 14,76     | 14,76     | 14,71     | X         | –         | 14,76 | PB    |
| 5.      | Paraskiewi Tsiamita | Grecja          | 14,63     | X         | X         | 12,17     | 14,51     | 14,24     | 14,63 | NR    |
| 6.      | Jelena Lebiedienko  | Rosja           | 14,59     | 14,07     | X         | 14,02     | X         | 12,17     | 14,59 |       |
| 7.      | Yamilé Aldama       | Kuba            | 13,81     | 14,13     | 14,12     | 14,47     | 13,99     | –         | 14,47 | AR    |
| 8.      | Jelena Donkina      | Rosja           | 14,30     | 13,72     | 14,12     | X         | X         | 14,15     | 14,30 |       |
| 9.      | Rodica Mateescu     | Rumunia         | 14,04     | X         | 13,90     | NQ        | NQ        | NQ        | 14,04 | SB    |
| 10.     | Ołena Howorowa      | Ukraina         | X         | 13,98     | 13,76     | NQ        | NQ        | NQ        | 13,98 |       |
| 11.     | Miao Chunqing       | Chiny           | 13,66     | 13,71     | 13,89     | NQ        | NQ        | NQ        | 13,89 |       |
| 12.     | Adelina Gavrilă     | Rumunia         | 13,37     | 11,59     | 13,47     | NQ        | NQ        | NQ        | 13,47 |       |
| 13.     | Maho Hanaoka        | Japonia         | 12,93     | 12,90     | 12,54     | NQ        | NQ        | NQ        | 12,93 |       |
| –       | Ren Ruiping         | Chiny           | X         | X         | X         | –         | –         | –         | NM    |       |
| –       | Olga Wasdeki        | Grecja          | –         | –         | –         | –         | –         | –         | DNS   |       |